# مسجد خانم
مسجد خانم مربوط به دوره قاجاریه است و در زنجان، خیابان امام، کوچه فخیم الدوله واقع شده و این اثر در تاریخ ۱۰ اردیبهشت ۱۳۵۴ با شمارهٔ ثبت ۱۰۵۵ به‌عنوان یکی از آثار ملی ایران به ثبت رسیده‌است.

## نگارخانه

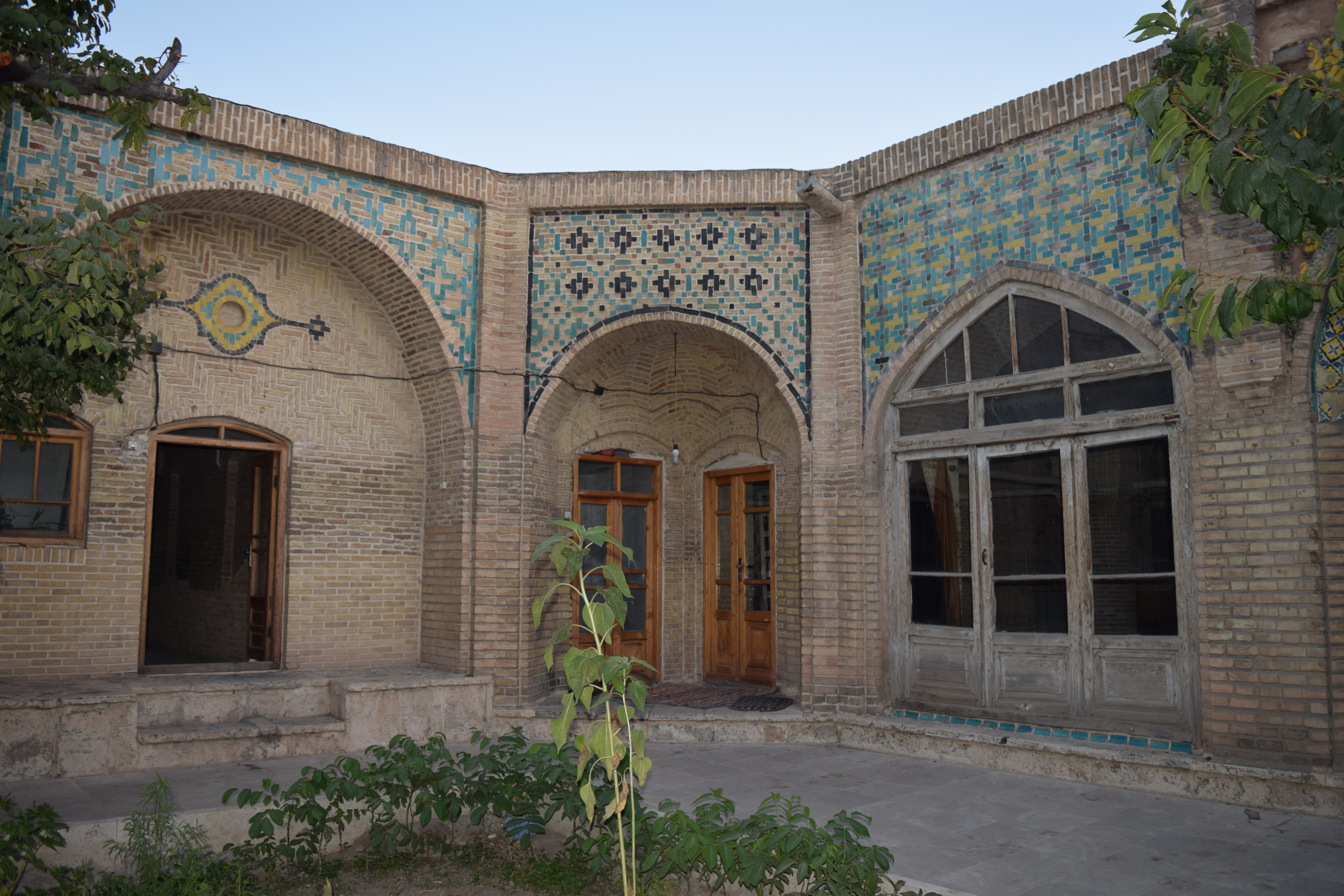
ورودی حیاط به داخل مسجد
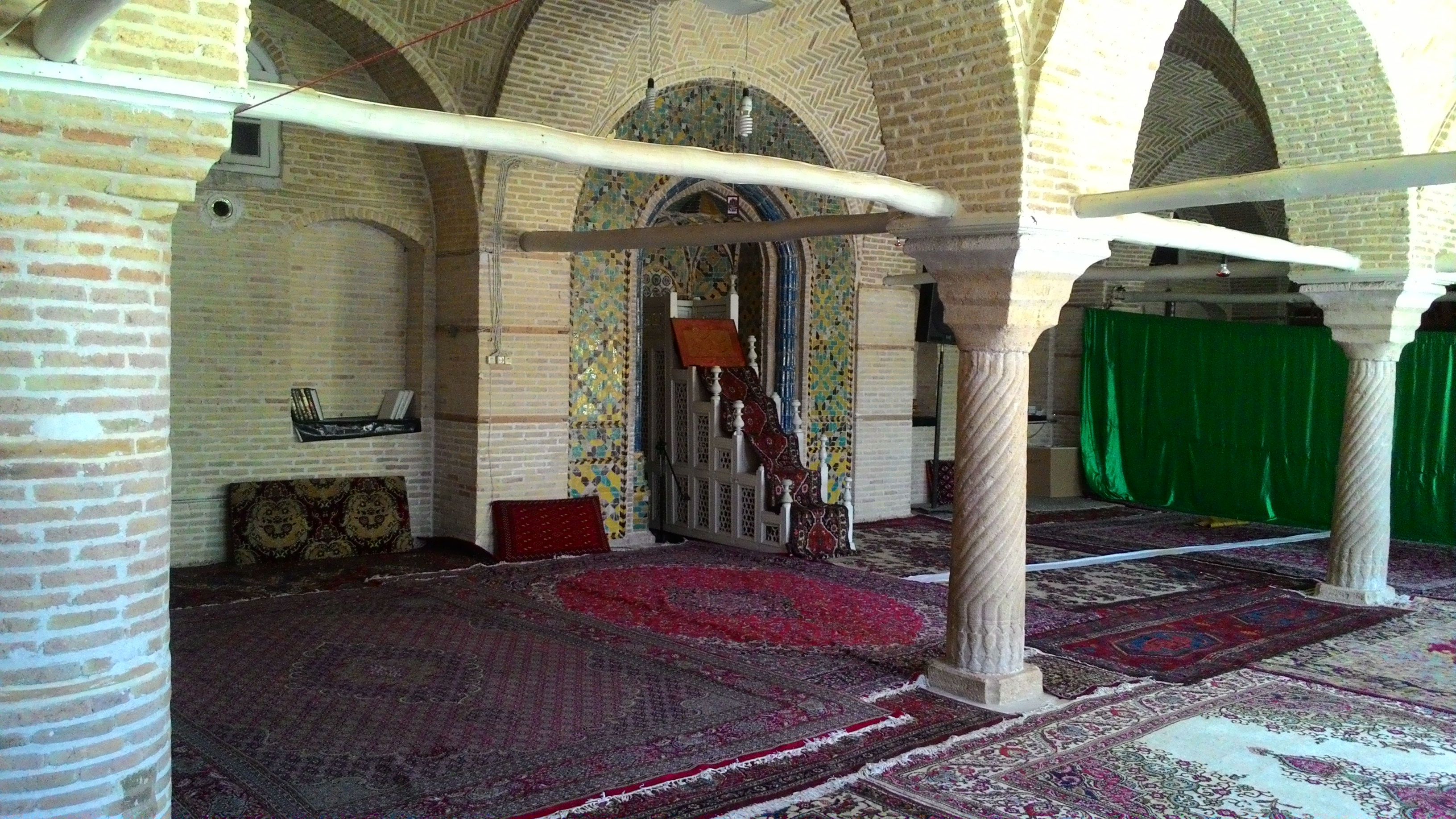
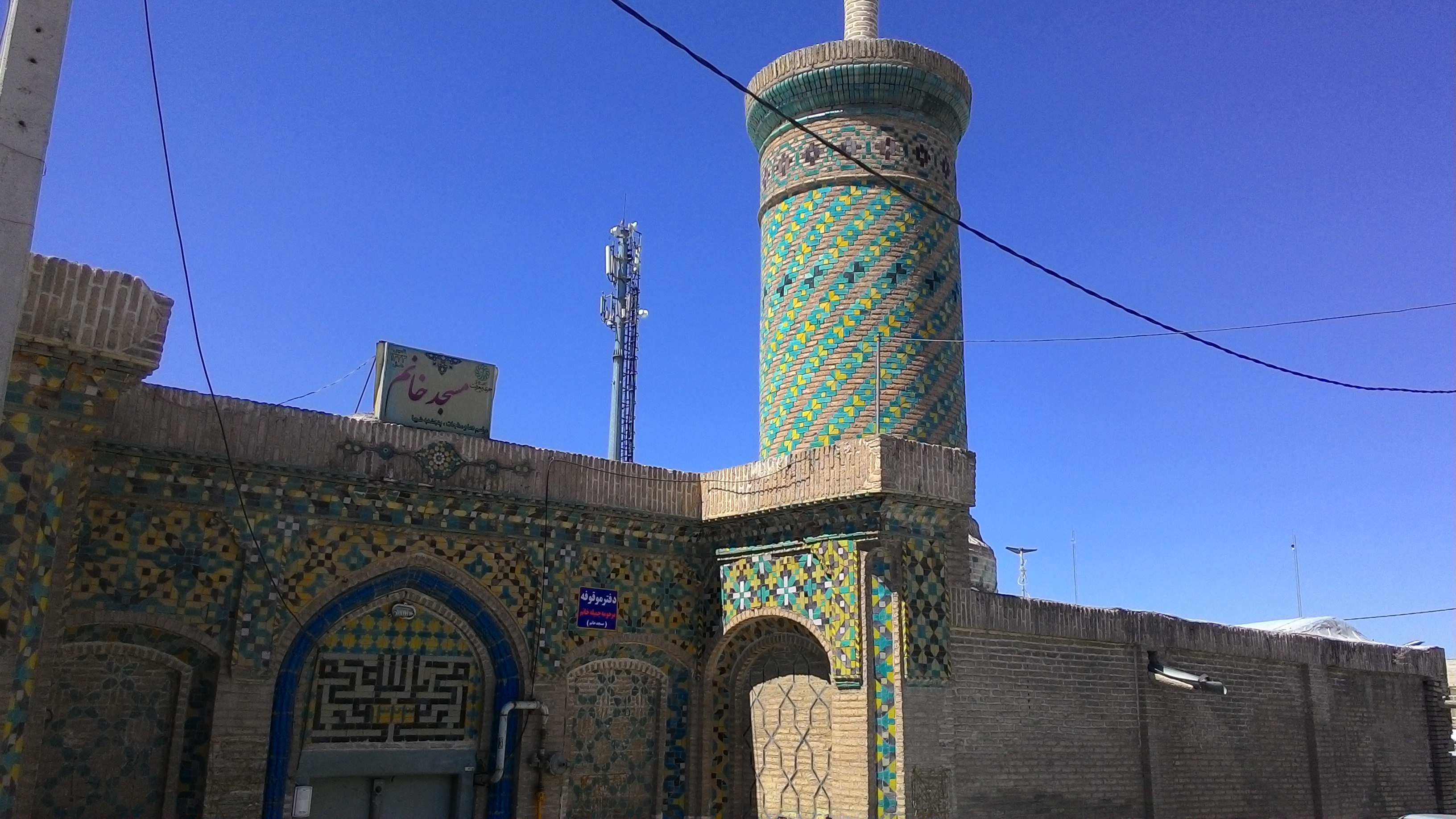
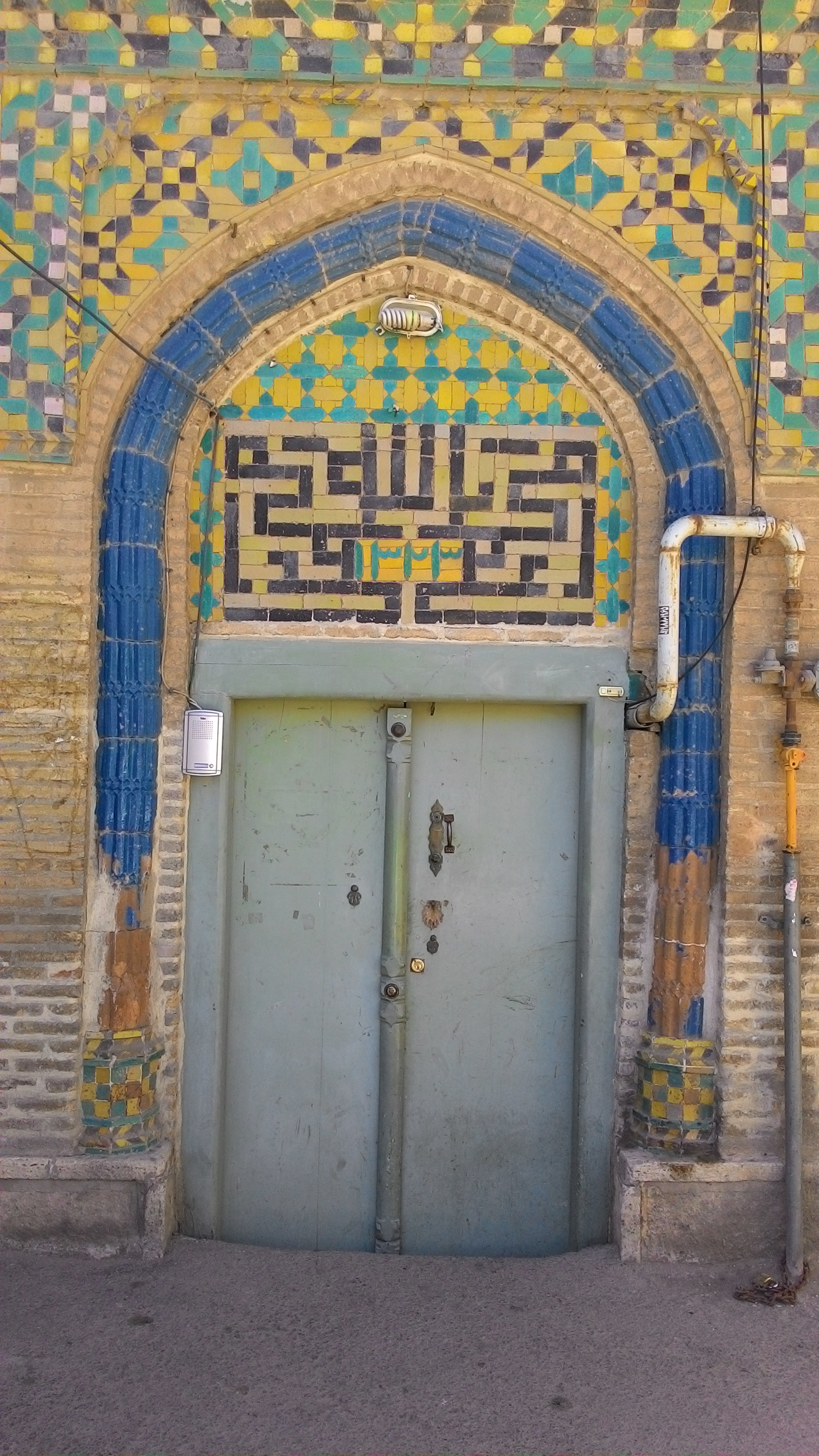
درب ورودی

## ساخت
مسجد خانم توسط استاد اسماعیل بنا و به سفارش جمیله خانم دختر حسین قلی خان افشار ( ذوالفقاری ) یکی از بانوان متمکن در اواخر دوره قاجار ساخته شده‌است. تاریخ ساخت این بنا به استناد کتیبه سردر در این بنای مذهبی اسلامی به سال ۱۳۲۲ هجری قمری برمی‌گردد.

## معماری مسجد
وجود مناره‌های قطور و کوتاه بر فراز سردر که دارای تزئینات بدیع آجر کاشی است و قابل مقایسه با مناره‌های مدرسه سپهسالار تهران است. تمامی شیوه‌های به کار رفته در معماری مسجد خانم منحصراً از خصوصیات معماری دوره قاجار است. برای مثال تزئینات پرکار بخش اعظمی از درب ورودی، سطوح فوقانی حجره‌های مشرف به میانسرا، نقوش هندسی موجود در آن‌ها و رنگ‌های استفاده شده در آن‌ها به بهترین شکل گویای معماری دوران قاجار است.